# Discurso presidencial a la Asamblea Federal de 2023
El 21 de febrero de 2023, casi un año después de que Rusia lanzara una invasión a gran escala de Ucrania, el presidente ruso Vladímir Putin pronunció un discurso ante la Asamblea Federal, en Gostiny Dvor en Moscú, Rusia.  Este fue el primer discurso presidencial a la Asamblea Federal desde el comienzo de la invasión; Putin no pronunció tal discurso en 2022.

## Descripción general
Durante el discurso, Putin afirmó que Occidente había comenzado la guerra y que Rusia había estado usando la fuerza para terminarla. Afirmó que el pueblo ucraniano era rehén del gobierno ucraniano. Putin también dijo que Occidente había planeado convertir un conflicto local en uno global, y que el conflicto representaba una amenaza existencial para Rusia. Añadió que era imposible derrotar a Rusia y prometió seguir luchando en Ucrania. También elogió a la gente de Lugansk, Donetsk, Jersón y Zaporiyia por la elección que hicieron durante los referéndums de adhesión del año anterior. Cerca del final de su discurso, Putin anunció que Rusia suspendería su participación en el tratado de desarme nuclear New START.
El discurso de Putin se transmitió simultáneamente por televisión y en escuelas y edificios gubernamentales, así como en pantallas gigantes en lugares públicos de Rusia y los territorios ocupados de Ucrania. Fue realizado un día después de que el presidente de los Estados Unidos, Joe Biden, hiciera una visita sorpresa a Kiev, su primera visita a Ucrania desde el comienzo de la invasión.
El mismo día, pero después del discurso de Putin, CNN informó que funcionarios estadounidenses habían declarado que una prueba del Sarmat, un misil balístico intercontinental ruso, parecía haber fallado poco antes del discurso. (Inicialmente se informó que la prueba del misil aparentemente había ocurrido mientras Biden estaba en Ucrania, pero un funcionario estadounidense declaró más tarde que la prueba había ocurrido el 18 de febrero de 2023, tres días antes del discurso de Putin). Antes de la prueba, Rusia había informado a los Estados Unidos del lanzamiento previsto del misil, como lo requiere New START. Los funcionarios estadounidenses declararon que dicha prueba se consideraba rutinaria y no una escalada del conflicto. Putin no mencionó la prueba del misil durante su discurso.
Biden también pronunció un discurso en Varsovia, Polonia, horas después de que Putin hiciera su discurso presidencial. Al día siguiente, Putin hizo una breve aparición en un mitin en el estadio Luzniki de Moscú para conmemorar el Día de los defensores de la Patria.

## Galería
|  |
|  |

|  |
|  |

|  |
|  |